# Todi

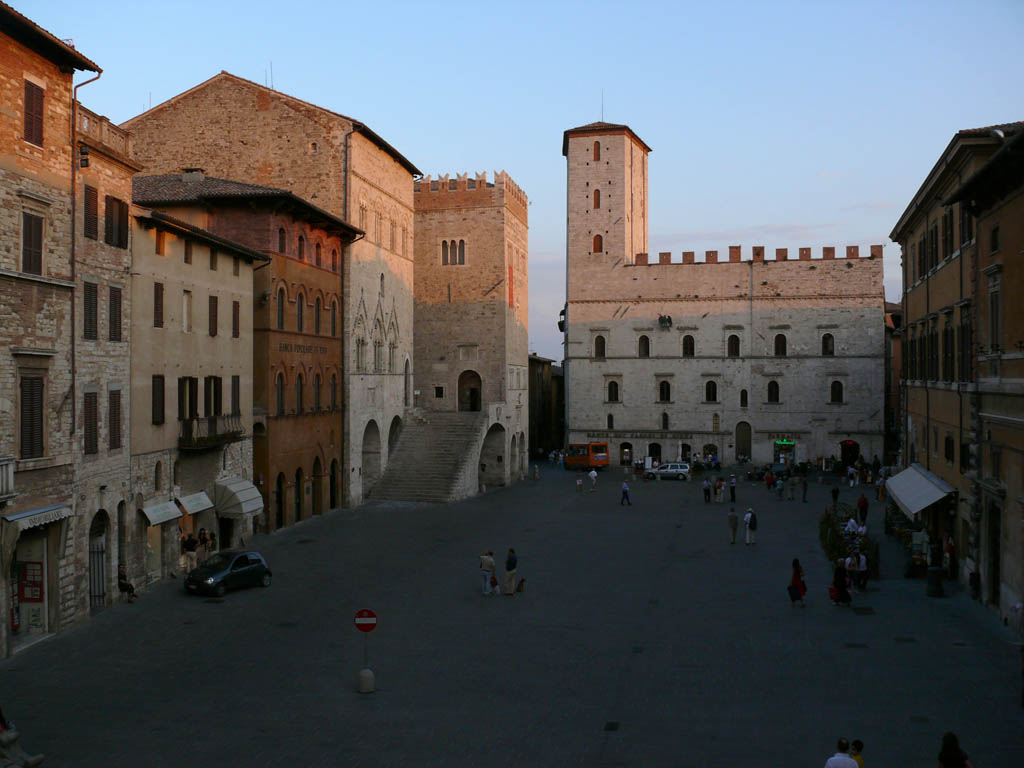
Piazza del Popolo

Todi es un municipio italiano situado en la provincia de Perugia. Tiene una población estimada, a fines de junio de 2024, de 15 568 habitantes.

## Historia
Existen numerosas hipótesis sobre los orígenes de la ciudad, pero cuenta la leyenda que Todi fue fundada a instancias de los umbros, un pueblo que vivía en el valle del río Tíber. Incluso el origen del nombre parece incierto, pero muchos autores lo vinculan al nombre Tutere, que significa "frontera". De hecho, Todi desde su posición domina el valle del Tíber y limita con el antiguo territorio etrusco. Fue construida por los etruscos entre entre el siglo III y el siglo I a. C., y fue en esta época cuando se construyó el primer gran círculo de murallas que rodeaba la ciudad.
En el siglo I a. C. se convirtió en municipio romano, y aún quedan algunos restos de la civilización romana, como los descubiertos recientemente bajo la Piazza del Popolo.
En la Edad Media la ciudad adoptó el aspecto típico de un castillo y estuvo controlada por poderosos señores feudales, como los condes Arnolfi, los Montemarte y los Atti. Después del año 1000 la ciudad prosperó y se expandió, y todas las actividades comerciales y artesanales volvieron a florecer. Se convirtió en un municipio libre a partir de los primeros años del siglo XIII. 
Desde principios del siglo XIV se inició un período de lenta pero continua decadencia. Posteriormente, gracias al obispo Angelo Cesi, la ciudad de Todi experimentó un nuevo impulso y comenzó a florecer nuevamente.

## Monumentos y lugares de interés
Todi está rodeado por tres murallas más o menos completas: la más exterior es medieval, la del medio es romana, y la más interior es reconocible como parcialmente etrusca. 
- Piazza del Popolo
- Concattedrale della Santissima Annunziata (siglo XI). Es de estilo gótico y se dice construido sobre una antigua edificación romana, probablemente un templo dedicado a Apolo (aquí se encontró una antigua estatua de bronce de Marte,[6] hoy en los Museos Vaticanos). La iglesia actual fue casi totalmente reconstruida después de un fuego en 1190. El principal rasgo de su fachada rectangular es el gran rosetón central, añadido en 1513. Del mismo periodo es la puerta de madera de la entrada, obra de Antonio Bencivenni de Mercatello, del que hoy sólo quedan los cuatro paneles superiores. La parte posterior de la fachada está ocupada por un gigantesco fresco de Ferraù da Faenza representando El juicio universal, encargo del cardenal Angelo Cesi, en el que puede distinguirse la influencia de Miguel Ángel. El coro incluye el altar gótico y un magnífico cierre de madera (1521) de dos plantas. Hay un museo en su cripta.

- Iglesia de San Fortunato. Es un templo paleocristiano (siglo VII) del que quedan dos leones esculpidos en el portal de entrada. En 1292 los franciscanos comenzaron a edificar un nuevo templo gótico, obras que cesaron durante la plaga de 1348, acabándose la parte inferior de la fachada en la segunda mitad del siglo XV. En su cripta hay una tumba de cuatro santos, entre ellos San Cassiano), así como la tumba de Jacopone da Todi. Otra obra de arte destacada es una Virgen con Niño obra de Masolino da Panicale.

- Templo de Santa María de la Consolación, una iglesia renacentista que es la principal de Todi, y se encuentra fuera de los muros, en una de las laderas de la colina. Se empezó en el año 1508 y a menudo se ha atribuido, sin suficiente fundamento, a Bramante. Tiene planta de cruz griega: tres ábsides son poligonales y el del norte es semicircular. Arquitectos que trabajaron en ella fueron Cola da Caprarola, Antonio da Sangallo el Joven, Baldassarre Peruzzi, Galeazzo Alessi, Michele Sanmicheli, Vignola e Ippolito Scalza. La iglesia se inauguró en 1607.

- Palazzo dei Priori. El palacio del prior se encuentra en el lado meridional de la Piazza del Popolo. Se comenzó en 1293 y más tarde se amplió como sede del podestà, los priores y los gobernadores papales.

- Los palacios del Capitano y del Popolo, que se encuentran unidos. En la última planta de los palacios se encuentra el Museo de Todi, reordenado y reabierto al público en el año 1997.

- El «Palazzo del Popolo» (Palacio del Pueblo) es una construcción gótico lombarda que ya existía en el año 1213, y es uno de los palacios comunales más antiguos de Italia. Comprende dos grandes salas: la «Sala Grande Inferiore», o «Sala delle Pietre», y la «Sala Grande Superiore», que alberga la Pinacoteca comunal.

- El «Palazzo del Capitano» (Palacio del Capitán), en estilo gótico italiano, se erigió alrededor del año y fue llamado Nuevo Palacio Comunal, para diferenciarlo del anterior. Se encuentra a dos niveles distintos: la primera planta alberga la Sala de Justicia (actualmente, sede del Consejo Comunal), con las oficinas del juez en la inferior. La segunda está actualmente ocupado por el Museo de la Ciudad, con hallazgos y restos de la historia de Todi. Incluye una silla de montar usada por Anita Garibaldi. Algunas salas tienen pinturas al fresco con historias de la ciudad y retratos de sus hombres más ilustres.

- El Marte de Todi, bella estatua etrusca que data del siglo V a. C., fue descubierta en 1835, sepultada junto a los muros del Convento de Montesanto.

## Evolución demográfica
| Gráfica de evolución demográfica de Todi entre 1861 y 2024 |
|                                                            |
| Fuente: ISTAT                                              |

## Personalidades relacionadas con Todi
- El papa Martín I (649-655)
- El poeta y beato Jacopone da Todi (h. 1230-1306)
- La beata Esperanza de Jesús (1893-1983)

## Frazioni
Los principales barrios o núcleos de población son:
Asproli, Cacciano, Camerata, Canonica, Casemasce, Cecanibbi, Chioano, Collevalenza, Cordigliano, Duesanti, Ficareto, Fiore, Frontignano, Ilci, Izzalini, Loreto, Lorgnano, Montemolino, Montenero, Monticello, Pantalla, Pesciano, Petroro, Pian di Porto, Pian di San Martino, Pontecuti, Ponterio, Ponterio Stazione, Porchiano, Quadro, Ripaioli, Romazzano, Rosceto, San Damiano, Spagliagrano, Torrececcona, Torregentile y Vasciano.